# Park Narodowy Göreme

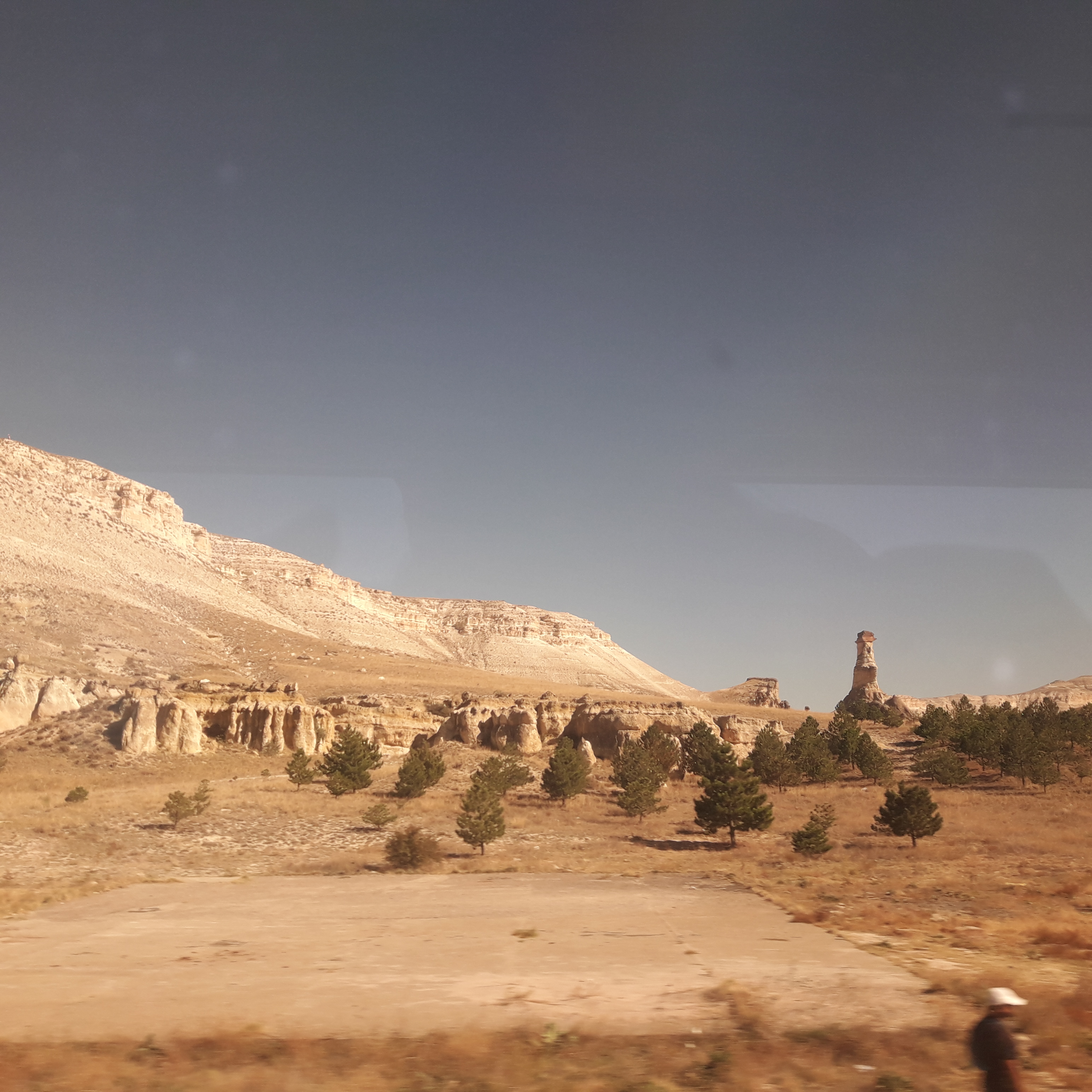

Park Narodowy Göreme – muzeum 350 wykutych w skale kościołów bizantyjskich, w tureckiej Kapadocji.
Dolinę Göreme odkrył dopiero w 1907 roku francuski duchowny Guillaume de Jerphanion. W dolinie znalazł blisko 350 kościołów wykutych w skale tufowej. Są to przede wszystkim małe, mieszczące kilkudziesięciu wiernych kościoły ze stropami kopułowymi. Kościoły w Göreme zdobione są freskami. Są to zarówno freski z okresu ikonoklazmu, jak również późniejsze, najstarsze pochodzą z IX wieku.

## Historia i zabytki
W regionie tym już w IV w. zaczęły się tworzyć małe wspólnoty anachoretów, żyjących pod duchowym kierownictwem św. Bazylego, biskupa Cezarei. Drążyli swe cele bezpośrednio w miękkich skałach tufowych. W czasie ikonoklazmu (725-842) zdobienia wielu świątyń były ograniczone do minimum, zazwyczaj zawierały symboliczne przedstawienia Krzyża. Po tym okresie, nowe wydrążone w skałach kościoły są już bogato zdobione kolorowymi freskami.
W XI wieku zbudowano Ciemny Kościół, którego freski zachowały niezwykle żywe barwy, dzięki temu, że światło dzienne docierało tu jedynie przez małe drzwi wejściowe. Na freskach znalazły się sceny z Nowego Testamentu – ostatnia wieczerza, ewangeliści, pocałunek Judasza.
Najmniejszą świątynią jest Kościół Jabłkowy z XI wieku, który powstał na planie krzyża z centralną kopułą podtrzymywaną filarami.
Z XI wieku pochodzi Kościół Wężowy. Centralnie umieszczono w nim postać Chrystusa i fundatora świątyni (postać dziecka - charakterystyczne przedstawienie fundatora). W kościele znajdują się freski przedstawiające św. Tomasza, św. Bazylego i św. Jerzego oraz mnicha-starca z długą brodą, św. Onufrego.
W części klasztorów w Parku Göreme znajdują się wyciosane w skale ogromne stoły wraz z ławami, które mogły pomieścić kilkudziesięciu mnichów.

## Ochrona
Miękkie skały, w których wykute są kościoły wciąż poddawane są niszczącemu procesowi wiatru i deszczu oraz wystawione są na niszczącą obecność turystów zwiedzających muzeum. W kościołach nie wolno fotografować z użyciem flesza, dotykać ścian, poruszać się drogami poza wyznaczonym szlakiem. Narodowy Park Göreme wpisano na Listę Światowego Dziedzictwa Ludzkości UNESCO w 1985 roku.